# Thomas Istvan Szasz
Thomas Istvan Szasz (Budapest, Hongria, 15 d'abril de 1920 - 8 de setembre de 2012) fou un professor de psiquiatria a la Universitat de Siracusa a Nova York. Szasz va ser un crític dels fonaments morals i científics de la psiquiatria i un dels referents de l'antipsiquiatria.
És conegut pel seu llibre de 1970, La fabricació de la bogeria: un estudi comparatiu de la inquisició amb el moviment de salut mental i encara més per The myth of mental illness títol que traduït seria «El mite de la malaltia mental». Hi va plantejar els principals arguments contra els nombrosos prejudicis ideològics i la falta de respecte de la llibertat individual que predominaven en la psiquiatria al darrer quart del segle xx. Va comparar els psiquiatres amb alquimistes i astròlegs. «Per ell, la malaltia mental era sovint un mite, destinat a dissimular els conflictes morals propis de les relacions humanes.» Forma part d'un moviment d'estudiosos que a mitjan segle xx van estudiar els trastorns mentals en relació amb les estructures socials i pràctiques assistencials deshumanitzadores.
La seva postura sobre el tractament involuntari és conseqüència de les seves arrels conceptuals en el liberalisme clàssic i el principi que cada persona té jurisdicció sobre el seu propi cos i ment. Szasz considera que la pràctica de la medicina i l'ús de medicaments ha de ser privat i amb consentiment propi, fora de la jurisdicció de l'Estat; al seu torn, qüestiona els règims autoritaris i els estats policials.
Thomas Szasz va acabar amb la seva vida el 8 de setembre de 2012 amb 92 anys. No volia patir el dolor crònic, conseqüència d'una caiguda poc abans. Szasz defensava el dret al suïcidi als seus escrits.

## Llibres publicats[7]
- 1970 The Manufacture of Madness: A Comparative Study of the Inquisition and the Mental Health Movement.
- 1973 The Second Sin. Doubleday.
- 1973. The Age of Madness: A History of Involuntary Mental Hospitalization
- 1974 (1961). The Myth of Mental Illness: Foundations of a Theory of Personal Conduct.
- 1976 Heresies. Doubleday Anchor.
- 1984 The Therapeutic State: Psychiatry in the Mirror of Current Events.
- 1985 (1976). Ceremonial Chemistry: The Ritual Persecution of Drugs, Addicts, and Pushers
- 1987 (1963). Law, Liberty, and Psychiatry: An Inquiry into the Social Uses of Mental Health Practices.
- 1988 (1965). Psychiatric Justice.
- 1988 (1965). The Ethics of Psychoanalysis: The Theory and Method of Autonomous Psychotherapy.
- 1988 (1957). Pain and Pleasure: A Study of Bodily Feelings.
- 1988 (1976). Schizophrenia: The Sacred Symbol of Psychiatry.
- 1988 (1977). The Theology of Medicine: The Political-Philosophical Foundations of Medical Ethics.
- 1988 (1978). The Myth of Psychotherapy: Mental Healing as Religion, Rhetoric, and Repression.
- 1990 (1980). Sex by Prescription.
- 1990 The Untamed Tongue: A Dissenting Dictionary.
- 1990 Anti-Freud: Karl Kraus and His Criticism of Psychoanalysis and Psychiatry. Nova edició de Karl Kraus and the Soul-Doctors: A Pioneer Critic and His Criticism of Psychiatry and Psychoanalysis
- 1991 (1970. Ideology and Insanity: Essays on the Psychiatric Dehumanization of Man.
- 1993 A Lexicon of Lunacy: Metaphoric Malady, Responsibility, and Psychiatry. 1996 (1992). Our Right to Drugs: The Case for a Free Market.
- 1996 Cruel Compassion: Psychiatric Control of Society's Unwanted.
- 1996 The Meaning of Mind: Language, Morality, and Neuroscience.
- 1997 (1987) Insanity: The Idea and Its Consequences.
- 1997 (1977). Psychiatric Slavery: When Confinement and Coercion Masquerade as Cure.
- 1997 (1970). The Manufacture of Madness: A Comparative Study of the Inquisition and the Mental Health Movement.
- 1999 (1996). Fatal Freedom: The Ethics and Politics of Suicide.
- 2001 (1996). Pharmacracy: Medicine and Politics in America.
- 2002 Liberation By Oppression: A Comparative Study of Slavery and Psychiatry.
- 2004 Words to the Wise: A Medical-Philosophical Dictionary.
- 2004 Faith in Freedom: Libertarian Principles and Psychiatric Practices.
- 2006 My Madness Saved Me: The Madness and Marriage of Virginia Woolf.
- 2007 Coercion as Cure: A Critical History of Psychiatry.
- 2007 The Medicalization of Everyday Life: Selected Essays.